# A Thousand Suns: Puerta de Alcalá
A Thousand Suns: Puerta de Alcalá è il tredicesimo EP del gruppo musicale statunitense Linkin Park, pubblicato il 25 gennaio 2011 dalla Warner Bros. Records.

## Descrizione
Pubblicato esclusivamente sull'iTunes Store statunitense, contiene sei brani eseguiti dal vivo il 7 novembre 2010 alla Puerta de Alcalá di Madrid in occasione degli MTV Europe Music Awards 2010, in precedenza pubblicate nel mese di dicembre 2010 come bonus track dell'album A Thousand Suns nell'iTunes Store britannico.

## Tracce
1. New Divide (Live in Madrid) – 4:35
2. Waiting for the End (Live in Madrid) – 4:04
3. Breaking the Habit (Live in Madrid) – 4:00
4. The Catalyst (Live in Madrid) – 5:57
5. In the End (Live in Madrid) – 3:48
6. What I've Done (Live in Madrid) – 3:32

## Formazione
- Chester Bennington – voce
- Rob Bourdon – batteria
- Brad Delson – chitarra, cori, tastiera (traccia 2), percussioni e sintetizzatore (traccia 4)
- Joe Hahn – giradischi, campionatore, cori
- Phoenix – basso, cori
- Mike Shinoda – voce, tastiera (eccetto tracce 2 e 5), chitarra (tracce 2 e 6)

## Classifiche
| Classifica (2011)         | Posizione massima |
| ------------------------- | ----------------- |
| Stati Uniti               | 122               |
| Stati Uniti (alternative) | 18                |
| Stati Uniti (hard rock)   | 9                 |
| Stati Uniti (rock)        | 27                |